# رنسانس‌های قرون وسطی

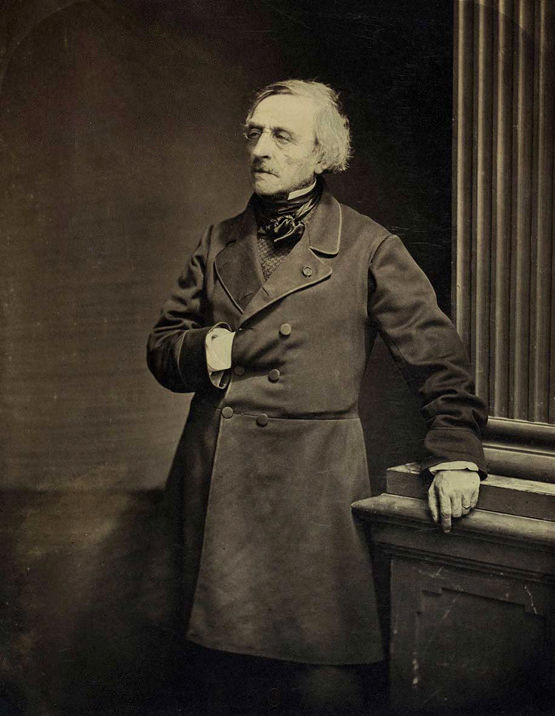
ژان-ژاک آمپر نخستین محققی که به کتابت و پژوهش دربارهٔ رنسانس میانه پرداخت

رنسانس‌های قرون وسطی (انگلیسی: Medieval renaissances) آغاز دورهٔ افول قرون وسطای اروپا و دوران پس از آن مصادف با شکل‌گیری رنسانس‌های فرهنگی قابل توجهی بود که به ویژه در اروپای غربی به وقوع پیوست. این رنسانس‌هایِ فرهنگی به‌طور کلی در سه مرحله اتفاق افتاد که عبارت هستند از رنسانس کارولنژیان که در سده هشتم تا نهم میلادی شکل گرفت، رنسانس اتونیان که در سده دهم به تعالی رسید و در نهایت رنسانس سده دوازدهم.

## نگارخانه

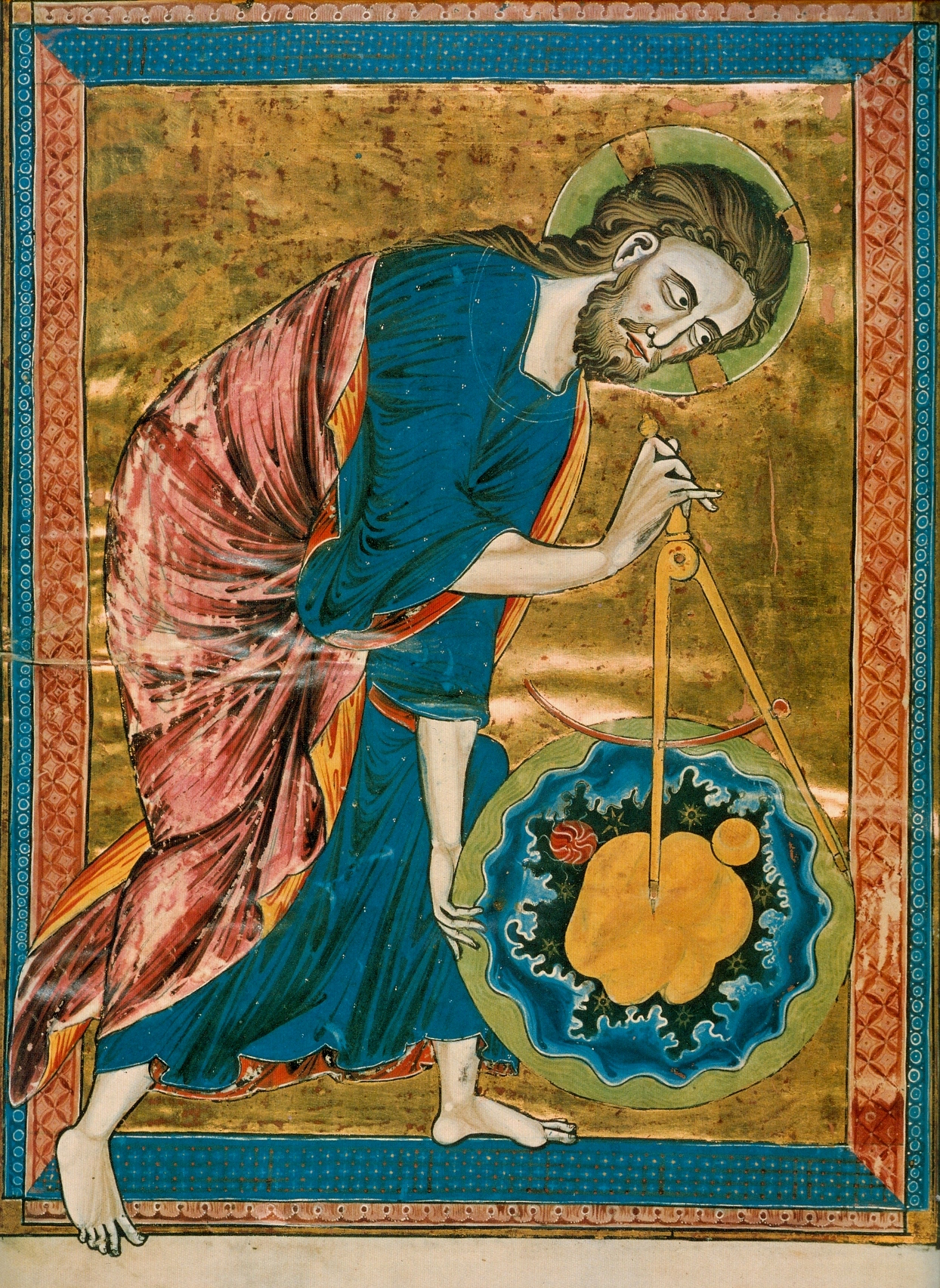
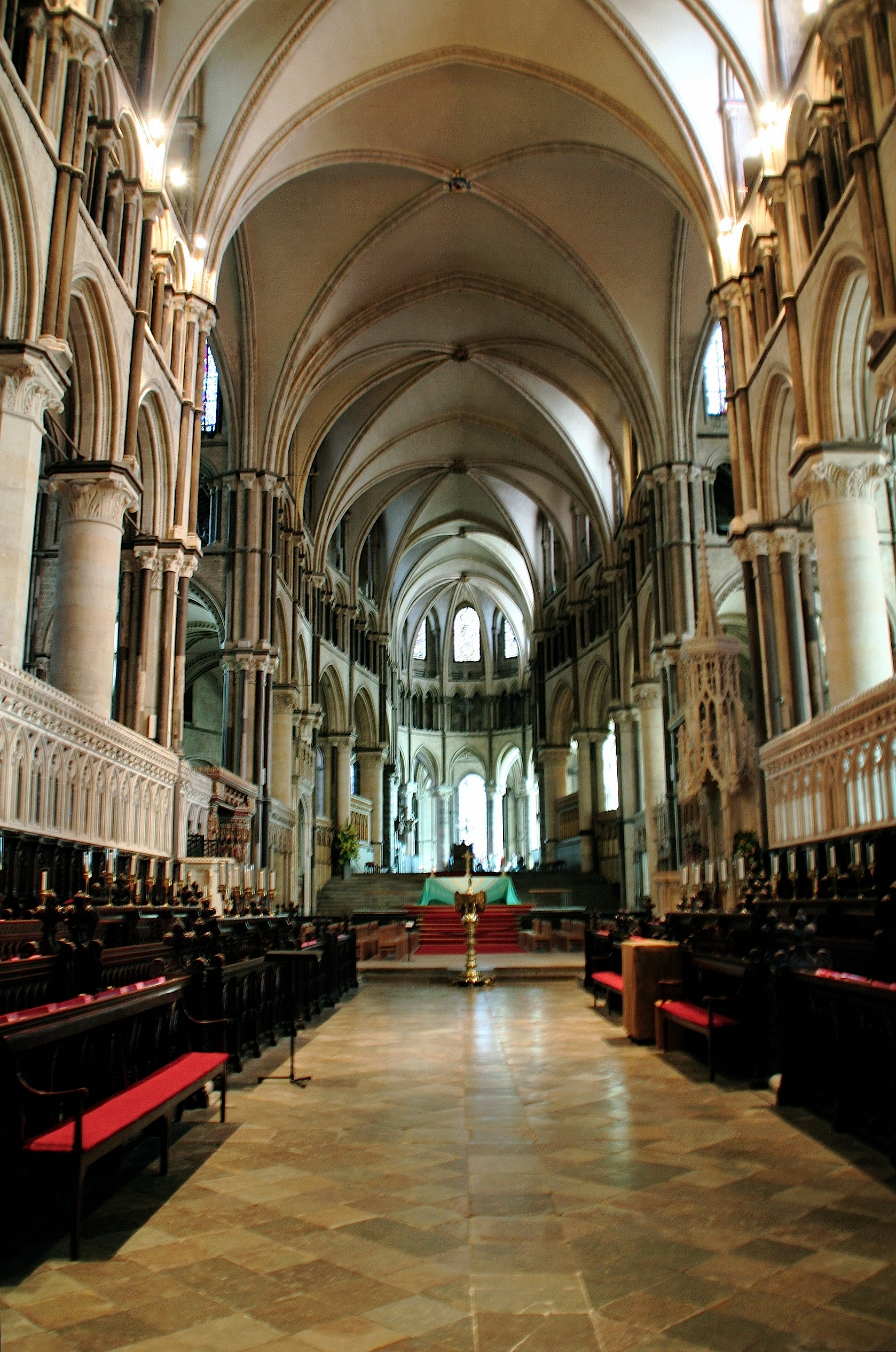
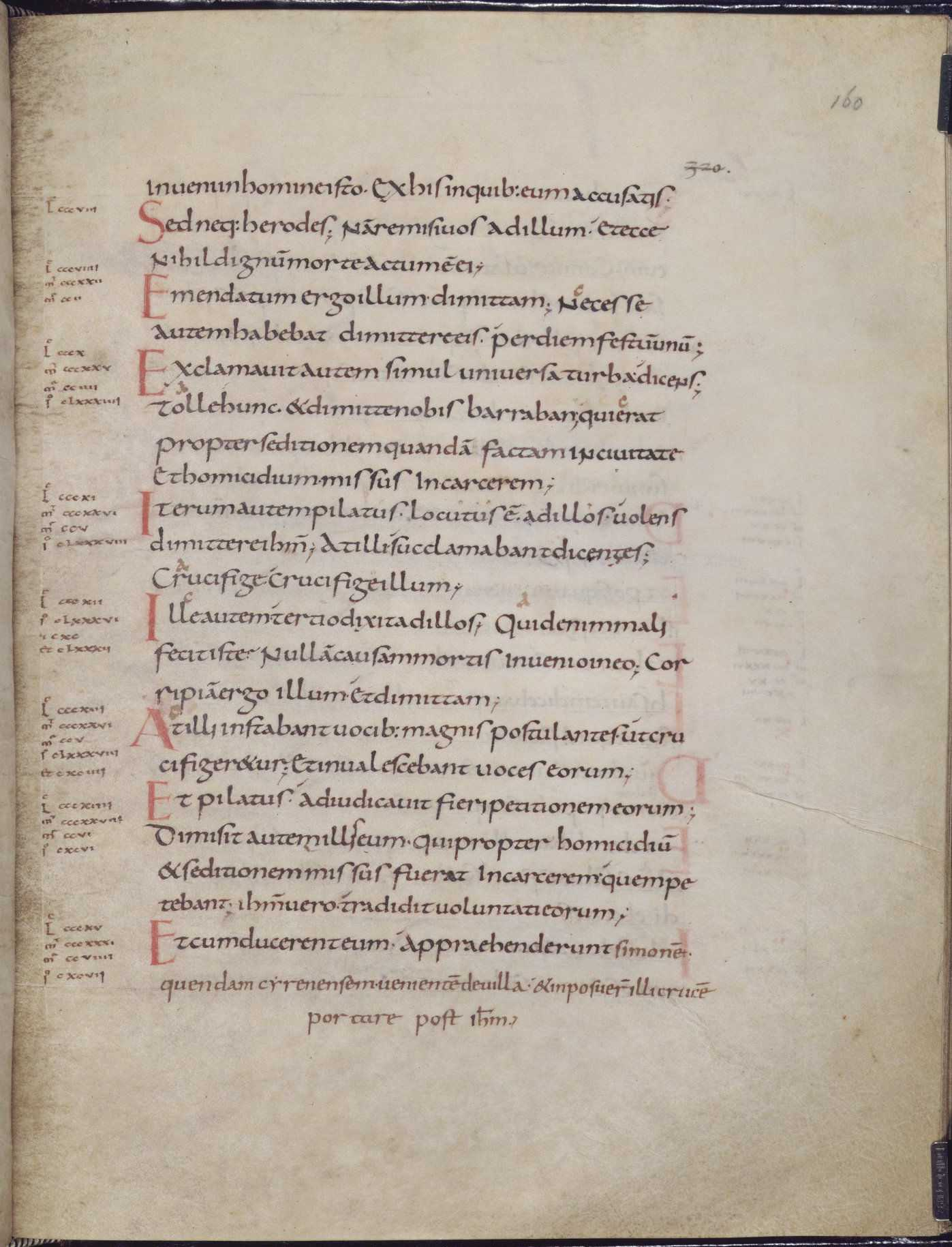
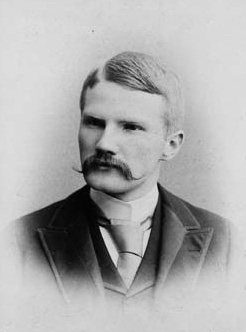